# Шипан
Шипан је највеће острво у Елафитској групи острва у Јадранском мору, 17 км северозападно од Дубровника. Од копна га одваја Колочепски канал, а од суседних острва, Јакљана на западу и Лопуда на југоистоку пролаз Харпоти, односно Лопудска врата.
Пружа се од од северозапада према југоистоку, дужине 9,2 км од рта Мишњак до рта Пртуша, а широко је у просеку 2,3 км. Површина му је 16,22 км². Дужина обалске линије је 29,416 км. Највиши врх је висок 45 м.
Грађен је од доломита и кречњака горње креде, па је диференцијалном ерозијом у доломитима настала плодна удолина од Шипанске Луке на северозападу до Сучурђа на југоистоку. Узгајајају се агруми, рогач, нар, винова лоза и маслине.

## Прошлост
Острво је било насељено у римско доба. Далматинска краљица Живана (Сива) са сином Силвестером је острво 1080. године поклонила граду Дубровнику. Под данашњим именом помиње се први пут 1371. године.
Имало је процват у доба Дубровачке републике, када се развијала, бродоградња, поморство, маслинарство, риболов и виноградарство. После великог земљотреса и пожара у којем је страдао Дубровник, страдала је привреда, а највишу у 20. веку када је исељено највише становника. На острву је 1930-тих било и Херцеговаца из Поповог поља, који су куповали раније племићке дворце и становали у њима.

## Савремено доба
Острво је јединствено и по свом културном благу, јер се на његових 16 км² налазе 42 стара летњиковца и 34 црквице, које говоре да је био привлачан дубровачкој властели као оаза мира и летоте. Многи од тих објеката су у запуштеном стању, јер су зуб времена и небрига друштва учинили своје.
Становништво острва је окупљено око два већа насеља Шипанске Луке и Суђурђа и неколико заселака. Према попису из 2001. има их око 500 углавном старије доби. Због тога острвом све више доминира макија, шуме аплског бора и камењар.

## Познати људи
- Андро Мурат, српски католички жупник и сакупљач народних умотворина
- Марко Мурат, српски сликар

## Галерија
- Поглед са Пакљене на Шипанско Поље
- Суђурађ
- Шипанска Лука
- Кућа Вице Стјеповића-Скочибухе у Суђурђу
- Црква на Пакљени
- Раносредњевековна Црква св. Стјепана у Суђурђу
- Црква у Суђурђу
- Рушевине куће Геталдића у Суђурђу
- Зграда школе, савета месног комитета и библиотека
- Црква
- Запуштена племићка кућа
- Једна од капелица
- Кнежев двор на Шипану
- Према Шипанској Луци
- Обала Шипанске Луке
- Кућа у Шипанској Луци
- Црква у Шипанској Луци